# Scott Henry
Scott Henry (Clydebank, 20 januari 1987) is een golfprofessional uit Schotland. Hij speelt op de Europese Challenge Tour.

## Amateur

### Gewonnen
Nationaal
- Junior Match Play Champion: 2004 (Southerness Golf Club), 2005
- Junior Stroke Play Champion
- Stroke Play Champion: 2006

### Teams
- Walker Cup: 2007[1]

## Professional
Scott Henry ging eind 2008 naar de Tourschool en werd in 2009 professional. In mei 2011 won hij het Gosser Open met een laatste ronde van 63 (-9) en promoveerde naar de Challenge Tour. 

Sinds 2012 wordt hij, samen met Gavin Dear, Callum Macaulay en Kylie Walker ondersteund door SGSL (Scottish Golf Support Ltd) onder leiding van Andrew Coltart (mentaal) en Pete Cowen (technisch). In mei 2012 behaalde hij op de Spey Valley golfbaan van de Avermore Resort zijn tweede professional overwinning nadat hij drie andere spelers in de play-off met een birdie op de tweede hole versloeg. Daarna stond hij in de top-700 van de wereldranglijst. In september won hij het Kazakhstan Open na twee holes play-off tegen HP Bacher. Eind 2012 promoveerde hij naar de Europese Tour.

### Gewonnen
Alps Tour
- 2011: Gosser Open (-17)

Optical Express PGA Tour Schotland
- 2012: Spey Valley na play-off

Challenge Tour
- 2012: Kazakhstan Open (-19)